# Martin Chabada
Martin Chabada (* 14. Juni 1977 in Kladno, Tschechoslowakei) ist ein ehemaliger tschechischer Eishockeyspieler, der bis Ende Saison 2012/13 beim EHC Biel in der National League A unter Vertrag stand.

## Karriere
Martin Chabada begann seine Karriere als Eishockeyspieler in der Nachwuchsabteilung des HC Sparta Prag, für dessen Profimannschaft er zunächst von 1996 bis 2002 in der tschechischen Extraliga aktiv war. In diesem Zeitraum gewann er mit Sparta in den Spielzeiten 1999/2000 und 2001/02 jeweils den tschechischen Meistertitel und wurde in der Saison 2000/01 zudem Vizemeister mit seinem Team. Zwischen 1997 und 1999 war der Flügelspieler zudem parallel zum Spielbetrieb mit Sparta in insgesamt elf Partien als Leihspieler für den HC Kometa Brno und den HC Kralupy nad Vltavou in der 1. Liga, der zweiten tschechischen Spielklasse, im Einsatz. Im NHL Entry Draft 2002 wurde er in der achten Runde als insgesamt 252. Spieler von den New York Islanders ausgewählt. Für deren Farmteam Bridgeport Sound Tigers erzielte er in der Saison 2002/03 in insgesamt 75 Spielen 37 Scorerpunkte, davon 20 Tore. 
Nachdem Chabada auch die Saison 2003/04 bei den Bridgeport Sound Tigers in der AHL begonnen hatte, kehrte er nach nur zehn Spielen zum HC Sparta Prag zurück. Den Hauptstadtklub führte er in der Saison 2005/06 als Mannschaftskapitän zum erneuten Gewinn des tschechischen Meistertitels. Nach dem Titel-Hattrick mit Sparta, ging er nach Schweden, wo er vier Jahre lang für den Luleå HF in der Elitserien, der höchsten Spielklasse des Landes, antrat. Anschließend verbrachte er die Saison 2010/11 bei dessen Ligarivalen Södertälje SK, mit dem er den Abstieg in die zweitklassige HockeyAllsvenskan hinnehmen musste. In Luleå war er ab seinem zweiten Jahr ebenso Assistenzkapitän wie anschließend beim Södertälje SK. Zur Saison 2011/12 wurde er vom HC Lev Poprad aus der Kontinentalen Hockey-Liga verpflichtet. Ende Januar 2012 einigte sich der Tscheche auf ein Vertragsverhältnis mit dem EHC Biel aus der Schweizer National League A und unterzeichnete ein Arbeitspapier bis zum Saisonende 2011/12. Nach einer Vertragsverlängerung verließ er den Verein 2013 wieder und beendete seine Karriere als aktiver Eishockeyspieler. Danach stand er für verschiedene unterklassige Eishockeyteams in Tschechien im Einsatz.

### International
Für Tschechien nahm Chabada 2004, 2007 und 2008 an der Euro Hockey Tour teil.

## Erfolge und Auszeichnungen
- 2000 Tschechischer Meister mit dem HC Sparta Prag
- 2001 Tschechischer Vizemeister mit dem HC Sparta Prag
- 2002 Tschechischer Meister mit dem HC Sparta Prag
- 2006 Tschechischer Meister mit dem HC Sparta Prag

## Statistik
(Stand: Ende der Saison 2010/11)